# Фатуллаев, Фатулла Гани оглы
Фатулла Гани оглы Фатуллаев (азерб. Fətulla Qəni oğlu Fətullayev; 29 сентября 1908, Биджо, Бакинская губерния — 1985, там же) — советский азербайджанский агроном. Герой Социалистического Труда (1948). 

## Биография
Родился 29 сентября 1908 года в селе Биджо Шемахинского уезда Бакинской губернии (ныне Ахсуинский район Азербайджана).
Начал трудовую деятельность в 1947 году рядовым колхозником в колхозе имени Азизбекова Ахсуинского района, позже бригадир в этом же колхозе. В 1947 году получил высокий урожай пшеницы — 32,22 центнера с гектара на площади 17 гектаров. С 1965 года на пенсии.  
Указом Президиума Верховного Совета СССР от 10 марта 1948 года, за получение высоких урожаев хлопка и пшеницы в 1947 году на поливных землях при выполнении колхозами обязательных поставок и контрактации по всем видам сельскохозяйственной продукции, натуроплаты за работы МТС в 1947 году и обеспеченности семенами всех культур для весеннего сева 1948 года, Фатуллаеву Фатулле Гани оглы присвоено звание Героя Социалистического Труда с вручением ордена Ленина и золотой медали «Серп и Молот».
Ушел из жизни в родном селе.